# Крюммель (Вестервальд)
Крюммель (нем. Krümmel) — община в Германии, в земле Рейнланд-Пфальц.
Входит в состав района Вестервальд. Подчиняется управлению Зельтерс (Вестервальд). Население составляет 345 человек (на 31 декабря 2010 года). Занимает площадь 2,20 км².